# 小原大輔
小原 大輔（おばら だいすけ、1981年6月4日 - ）は、北海道釧路市出身のプロアイスホッケー選手。ポジションはフォワード。愛称は「バリ」。

## 経歴
釧路市立芦野小学校、釧路市立景雲中学校、駒澤大学附属苫小牧高等学校、早稲田大学卒業。
イーストコースト・ホッケー・リーグ(ECHL)、コクド（後にSEIBUプリンス ラビッツ）を経て、2009年に日本製紙クレインズに移籍。2011-2012シーズンより日本製紙クレインズキャプテンに就任。
2013-2014シーズン終了後に王子イーグルスへ移籍。
2020-2021シーズンより6シーズンぶりに古巣ひがし北海道クレインズに移籍。
2022-2023シーズンより東北フリーブレイズに移籍。背番号は76。
2023-24年シーズン中の2024年2月21日に同年シーズン限りで現役引退をすることを公表した。